# 瓦氏蛞蝓属
瓦氏蛞蝓属（学名：Valiguna）为皱足蛞蝓科的一个属。

## 下属物种
本属包括以下物种：
- Valiguna flava (Heynemann, 1885)
- 暹罗瓦氏蛞蝓 Valiguna siamensis (E.von Martens, 1867)[2]